# 別列濟夫卡 (科列茨區)
50°39′1″N 26°56′38″E / 50.65028°N 26.94389°E
別列濟夫卡（烏克蘭語：Березівка），是烏克蘭西北部的村莊，隸屬里夫內州的里夫內區。該村始建於1577年，面積1.22平方公里，2001年人口264，人口密度每平方公里216.8人。